# Троицкий батальон
Троицкий батальон (латыш. Troickas bataljons, Латышский (Троицкий) стрелковый батальон или 1-й Отдельный Троицкий латышский батальон, впоследствии 1-й Латышский стрелковый полк, латыш. 1. Latvijas atbrīvošanas bataljons) — латышское военное национальное формирование в Белом движении на Дальнем Востоке России под начальством войск Антанты.
По приказу военного министра Временного Сибирского правительства генерала Н. А. Галкина от 1 октября 1918 г. в Троицке был организован Латышский батальон. В него вошли, кроме бывших стрелков, латыши — колонисты и беженцы. На первом этапе формирования старались не брать служивших в Красной армии и сочувствовавших большевикам. Командир капитан П. Дардзан. 
Батальон тактически числился в составе 2-й армии Восточного фронта (командующий генерал-лейтенант Николай Александрович Лохвицкий). Выполнял охранные функции в Троицке, одна рота (120 штыков под командованием капитана Ж. Бриесма) участвовала 29.04.-29.05.1919 г. в карательной операции против большевиков в Кустанайском уезде. В начале лета батальон перешёл в подчинение союзников и начал эвакуацию во Владивосток. С 25 июля по 17 августа совершил пеший переход из Троицка в Макушино (500 км), где присоединился к Чехословацкому корпусу. В январе 1920 года в батальоне было уже 906 штыков и его переименовали в 1-й Латышский стрелковый полк.
Зимой 1919—1920 годов вместе с Чехословацким корпусом — в арьергарде 3-й дивизии, между польскими и чешскими эшелонами — через Омск, Томск, Читу и Харбин с боями (самый тяжёлый был Нижнеудинский бой), Троицкий полк добрался (на станции Клюквенная 200 стрелков дезертировало) 13 июня 1920 года до Владивостока (около 6000 км) и вместе с Имантским полком на судах союзников был доставлен 3 октября в латвийский порт Лиепаю, а через несколько дней железной дорогой — в Ригу. На английском судне "Воронеж" прибыло более 1000 стрелков  с гражданскими лицами и детьми. За транспортировку обоих полков 1922 году Франция взяла с Латвии 8 500 017 франков, а Великобритания — 130 тысяч фунтов стерлингов.
1 августа 1920 года полк переименовали в Латвийский стрелковый (Троицкий) полк (лат. Latvijas strēlnieku (Troickas) pulks) и в декабре разместили в Лудзе, Краславе и в Резекне для охраны границы. В январе 1922 года полк расформировали, часть состава демобилизировали, а оставшийся личный состав включили в состав Айзпутского пехотного полка, как 3-й батальон.